# 日本鉱業協会
日本鉱業協会（にほんこうぎょうきょうかい、英: Japan Mining Industry Association）は、日本の大手非鉄金属企業を中心に構成される、銅、鉛、亜鉛、ニッケル、金、銀及びアンチモン等の非鉄金属に関する鉱業・製錬業・リサイクル・新素材・地熱・鉛亜鉛需要開発・環境保全等の業界団体。

## 沿革

### 日本鉱業協会の設立まで

#### 鉱山統制会の解散と全国鉱山会の設立
- 1938年（昭和13年）2月、日中戦争以降、急速に戦時体制へ突入する中、監督官庁の指導の下国内産銅の全需要の掌握のため「日本銅統制組合」を設立[2]。
- 1938年（昭和13年）6月、資材不足が深刻化する中、鉱山資材の合理的配給のため、「鉱山配給統制協議会連合会」を組織[2]。
- 1940年（昭和15年）10月、「鉱山配給統制協議会連合会」を発展させる形で、「日本金属鉱業連合会」を設立[2]。
- 1941年（昭和16年）12月、米国及び英国等を相手とする太平洋戦争へと拡大する中、戦略上の重要物資である非鉄金属を取り扱う鉱山業界に対する統制も更に強まり、商工省告示により日本金属鉱業連合会・日本銅統制組合等を統合して、「鉱山統制会」を設立[2]。
- 1945年（昭和20年）12月、終戦に伴い、「鉱山統制会」は解散[2]。
- 1946年（昭和21年）3月、連合軍総司令部（GHQ）より、新団体結成につき原則的な了解が得られたため、「全国鉱山会」を設立[2]。

#### 鉱山調査会の設立と鉱山委員会の運営
- 1947年（昭和22年）4月、財閥解体、主要業界団体の閉鎖、大手主要鉱山会社の社長級の社長級の追放等、連合軍総司令部による一連の指令の中1年間活動を続けたが、統制団体として閉鎖機関の指定を受け、「全国鉱山会」は解散[2]。
- 1947年（昭和22年）4月、全国鉱山会の後を受けて、「鉱山調査会」を設立[2]。
- 1947年（昭和22年）7月、特定の物資に対し低い公定価格を設定し、生産者価格との差額に対し価格差補給金として財政支出する「安定帯方式」の樹立に伴い、鉱産物中の電気銅、鉛、亜鉛及びアルミニウムの4品目が安定帯物当該物資として価格差補給金の支給対象となる。
- 1947年（昭和22年）8月、当時の情勢から、閉鎖機関に指定される公算が大きくなり、「鉱山調査会」は解散[2]。
- 1947年（昭和22年）9月、鉱山調査会の解散後も、業界共通の問題は山積されており、暫定機関として、職務別、鉱種別に対応する「鉱山委員会」を設置[2]。
- 1947年（昭和22年）12月、経団連経済安定本部は、GHQトラスト課の指示に従い事業者団体法の原案作成に着手。上記の鉱山委員会には全国的に業界を1本にまとめる機能がなく、種々の支障を来たしていたこともあり、業界の全国的組織団体結成の気運が高まった。事業者団体法が公布され、協会設立準備は業界主要幹部並びに関係者によって進められた[2]。
- 1948年（昭和23年）1月、「財団法人金属鉱山会」を設立[2]。
- 1948年（昭和23年）4月、「日本鉱業協会」を設立。

### 日本鉱業協会の設立から現在まで

#### 戦後復興期から朝鮮動乱特需
- 1948年（昭和23年）12月、GHQは時の吉田内閣に対し、経済安定9原則実施を指示。
- 1949年（昭和24年）3月、GHQはドッジ・ラインによる超緊縮財政を強行。
- 1949年（昭和24年）4月、鉛及び亜鉛に対する価格差補給金が撤廃。
- 1949年（昭和24年）10月、銅に対する価格差補給金が撤廃。業界は未曾有の危機に追い込まれる。
- 1950年（昭和25年）6月、朝鮮動乱勃発と世界的な再軍備拡張傾向により、戦略物資である銅を始めとする非鉄金属価格が高騰。輸出急増と内需回復に伴い、需給が逼迫。日本政府はアルミニウム以外の非鉄金属の輸出禁止、輸入確保、国内資源開発促進による生産増大を図る。
- 1951年（昭和26年）6月、指定業者に対し鉱石出ニッケル地金の国内生産を助成するニッケル製錬事業助成臨時措置法が制定。

#### 朝鮮動乱特需不況からの脱出
- 1953年（昭和28年）9月、朝鮮動乱が休戦し、輸出不振による在庫増大、需給面からの圧迫による収益力低下のため、運転資金が逼迫し、中小鉱山、特に価格下落が激しい鉛鉱山の一部が休山。
- 1955年（昭和30年）8月、昭和28～30年頃広がった世界的な景気回復を背景に、国内銅の需給安定のため、日本政府は電気銅及び裸線の輸出を禁止。
- 1955年（昭和30年）9月、需給混乱の再発を防止するため、産銅・電線・伸銅の3業界の協力により、滞貨買上機関として日本銅地金株式会社を設立。

#### 貿易為替自由化の波
- 1957年（昭和32年）2月、探鉱費用助成等の中小企業独自の多くの問題の解決のため、第1回「全国中小鉱業代表者大会」を鉱山会館で開催し、運営方針や政府による保護・助成策の要望等を決議。また、中小企業対策の母体として「中小鉱業対策推進中央本部」を日本鉱業協会内に設置。
- 1957年（昭和32年）11月、海外の資源保有国からの鉱物資源調査団、技術者及び労務者の派遣等の要請が増加したことを背景に、海外鉱業の協力事業を能率的に処理する機関として、関連19社の参加を得て「海外鉱物資源開発協力協会」を設立。
- 1960年（昭和35年）3月、GATT加盟以降、諸外国から貿易自由化を迫られる中、日本鉱業協会内に貿易自由化対策委員会を設置し、鉱業政策確立を政府に要望する枠組を強化。
- 1960年（昭和35年）6月、経済企画庁は貿易為替自由化促進閣僚会議において、貿易為替自由化計画大綱を発表。その中で、鉱産物及び非鉄金属製品については、国内の資源条件の弱さ、基礎的原材料としての重要性等を考慮して、急激な自由化ではなく、需給調整措置や海外資源開発など基本対策を整備しつつ、所要の時間をかけて自由化する旨の方針が示された。
- 1961年（昭和36年）4月、銀の貿易が自由化。
- 1961年（昭和36年）10月、ニッケルの貿易が自由化。
- 1961年（昭和36年）10月、自由化されたニッケルについて日本で初めて関税割当制（タリフ・クオーター制）を導入。
- 1962年（昭和37年）4月、通産省に鉱業審議会を設置。
- 1962年（昭和37年）5月、衆議院商工委員会が「自由化に直面する金属鉱業危機打開に関する決議」を実施。
- 1962年（昭和37年）8月、中小鉱山の金融の円滑化並びに経営合理化のための共同事業を行う目的で、39社の協力を得て「全国鉱業協同組合」を設立。
- 1962年（昭和37年）10月、国家資金の援助を受けて海外鉱物資源の探鉱開発を行うための機関として「海外鉱物資源開発（株）」を設立。
- 1962年（昭和37年）12月、「全国鉱山経営者大会」を開催し、鉱産物の自由化の前に対策が確立されるよう、関係省庁、国会及び各政党に要望。
- 1963年（昭和38年）4月、銅の貿易が自由化。
- 1963年（昭和38年）4月、銅交付金制度の創設、関税割当制度の採用。
- 1963年（昭和38年）5月、金属鉱物探鉱融資事業団を設立。また、昭和39年度からは、日本鉱業協会の要望に応じる形で、探鉱融資に加え自主探鉱を開始し、名称も「金属鉱物探鉱促進事業団」と改称。更に、昭和41年度からは金属鉱床密集地域構造調査（広域調査）についても業務委託を受け、探鉱を一元化。昭和43年度からは国内探鉱のみならず海外探鉱に必要な資金の貸付及び探鉱に必要な地質構造調査等、海外業務も拡充。
- 1963年（昭和38年）6月、日本銅鉱業振興協会を設立。
- 1963年（昭和38年）7月、金属鉱業等安定臨時措置法の制定。
- 1963年（昭和38年）8月、フェロニッケルの貿易が自由化。
- 1964年（昭和39年）2月、鉛及び亜鉛の貿易が自由化。
- 1965年（昭和40年）4月、鉱業所得の課税の特例を認める減耗控除制度を新設。本制度は、業界として欧米諸国に調査団を派遣して調査するなどして、昭和26年度から一貫して要望し続けて実現したもの。
- 1967年（昭和42年）、公害対策基本法が公布。
- 1969年（昭和44年）7月、日本鉱業振興会設立。研究者や学生が行う金属鉱業に関する技術や経済についての調査研究等に対して助成を行い、その成果の普及に努めている。また、金属鉱業界を目指す人材の育成を目的とした「菅記念奨学金」の貸与を実施している。
- 1969年（昭和44年）10月、通商産業省鉱山石炭局より、新政策として日本銅鉱業振興協会を発展的に解散し、日本メタルセンター、資源開発大学校、銅需給安定機関の3機関を設立するとの方針が示された。
- 1969年（昭和44年）10月、松尾鉱山が硫黄の生産を中止し1972年（昭和47年）3月閉山。その他、埋蔵鉱量の枯渇、円高による金属価格の低迷等が原因で鉱山の閉山が続出。
- 1970年（昭和45年）4月、日本メタルセンター設立。昭和59年に解散。
- 1970年（昭和45年）6月、資源開発大学校設立。平成2年7月に国際資源大学校に改組し現在に至る。
- 1970年（昭和45年）9月、日本銅振興基金設立。平成元年6月に日本メタル経済研究所に改組し現在に至る。
- 1971年（昭和46年）8月、金ドル交換停止、輸入品に対する輸入課徴金の賦課等を宣言するニクソン・ショックにより、IMF体制は実質的に崩壊。
- 1971年（昭和46年）10月、金属鉱業鉱害基金設立。業界の鉱害防止対策に責任ある対応策を示すとともに、国による融資制度、補助制度創設の足がかりをつけた。平成5年3月解散。
- 1971年（昭和46年）12月、スミソニアン協定により、1ドル308円の平価が成立。
- 1973年（昭和48年）2月、通貨危機の結果、変動為替に移行した円は、同年7月には1ドル254円まで高騰。非鉄業界は大打撃を受ける。

#### 高度経済成長期の終焉から安定成長期へ
- 1973年（昭和48年）11月、オイルショックに伴う物価狂乱を背景に、銅地金相場が乱高下し、史上初の1トン当たり1,000ポンドの大台に達した。1974年（昭和49年）4月には1,400ポンドを突破。
- 1985年（昭和60年）9月、プラザ合意により急激な円高が進行。国際価格にスライドして決められる国内地金価格は値下がりし、業界は大打撃を受けた。厳しい合理化の一環として国内鉱山の経営分離及び閉山が進められた。
- 1987年（昭和62年）4月、昭和60年4月に59あった稼働鉱山が34鉱山となる。
- 1991（平成3年）12月、休廃止鉱山抗廃水対策基金制度が創設。鉱害防止義務者PPPの原則に基づく負担すべき金額を金属鉱業事業団に設置する抗廃水対策基金に出損し、通産大臣が指定する処理機関が基金の運用益の交付を受けて抗廃水処理を実施するという大綱が策定された。
- 1992（平成4年）5月、金属鉱業等鉱害対策特別措置法が改正。
- 1992（平成4年）12月、資源環境センター設立。抗廃水処理を中心とする鉱害防止事業の他、環境問題に係る国際協力事業等広く環境保全事業を行っている。
- 1993（平成5年）12月、バーゼル条約を担保する国内法が施行。
- 1993（平成5年）、ウルグアイ・ラウンド交渉妥結で日本の非鉄金属関税が大幅に引下げ。
- 1994年（平成6年）から1999年（平成11年）頃、市況低迷及び円高により、国内亜鉛及び鉛製錬の事業撤退、原料転換が相次ぐ。その一方、海外での鉱山開発、製錬所建設計画への積極的な参加が続く。
- 1994（平成6年）3月、鉱山の閉山が進み、国内鉱山数は実質的に3山となった。

#### 近年の日本鉱業協会の活動及び主な出来事
- 1998（平成10年）4月、資源環境センターが金属鉱業等鉱害対策特別措置法に基づく指定鉱害防止事業機関の指定を受け、7休廃止鉱山の抗廃水処理業務を開始。
- 2000年代、国際的資源ブームを背景とした相場上昇により、非鉄各社の業績は好転。
- 2002（平成14年）5月、土壌汚染対策法成立。
- 2005（平成17年）9月、日本鉱業協会は、非鉄スラグ製品に起因する問題の発生防止対策として「非鉄スラグ製品の製造販売管理ガイドライン」を作成。その後、管理強化のため改正を重ね現在に至る。
- 2007（平成19年）、銅買鉱シェアにおける日本の相対的地位の低下から買鉱に係る付帯条項であるPP（プライス・パーティシペーション）が廃止。
- 2007（平成19年）、国際資源大学校の「国内人材育成研修」制度再構築に当たり、日本鉱業協会の非鉄大手8社が同大学校に総額5億円を寄付。
- 2008（平成20年）、リーマンショックによる世界的不況により非鉄金属価格が急落。大幅な減益減収となるが、翌年度には回復。
- 2011（平成23年）3月、東日本大震災被災。その後、電力価格が上昇し、高止まり。
- 2012（平成24年）4月、休廃止鉱山資格認定協会[3]設立。休廃止鉱山において坑廃水処理作業に従事する人たちに対する作業監督者の資格付与を目的として、教育や資格試験などを実施。
- 2013（平成25年）10月、水銀に関する水俣条約採択。2015年6月に水銀による環境の汚染の防止に関する法律を制定。
- 2013（平成25年）10月、日本鉱業協会は国際金属鉱業評価議会（ICMM：International Council on Mining and Metals)へ入会し、議論に参画。
- 2016（平成28年）3月、日本鉱業協会から政府への鉱業政策要望が通る形で、探鉱準備金制度及び新鉱床探鉱費・海外新鉱床探鉱費の特別控除制度（減耗控除制度）、海外投資等損失準備金制度、金属鉱業等鉱害防止準備金制度の延長・維持存続と一部拡充が実現。
- 2016（平成28年）3月、日本鉱業協会は、人材育成・人材確保の活動の一環として、科学技術館（東京都千代田区北の丸公園）で、銅・鉛・亜鉛・金・銀及びニッケル等の非鉄金属テーマとする、小中学生を対象とした展示ブース「Metal Factory」を開設。
- 2016（平成28年）11月、日本鉱業協会は、資源・素材学会との共催で、国際銅会議「Copper2016」を神戸市で開催。4日間の開催期間中、31カ国から750名が参加し、各界リーダーの基調講演や約260の技術講演等を行った。
- 2017（平成29年）6月、日本鉱業協会から国に対し要請していた鉱業政策要望が通る形で、「特定有害廃棄物等の輸出入等の規制に関する法律」（国内バーゼル法）が改正された。この結果、鉛製錬の主要原料である使用済鉛蓄電池の輸出手続きを定めた日本の国内ルールがバーゼル条約に整合する形となり、問題となっていた韓国等国外への急激な流出増加が改善された。また併せて、廃電子基板のような環境汚染リスクが低いと考えられる特定有害廃棄物等（グリーンリスト対象品）について、適正処理とトレーサビリティを担保した上で、輸入手続きが簡素化されることとなり、原料調達において不利な立場に置かれていた状況から一転し国際競争力が改善された。
- 2018（平成30年）8月、日本鉱業協会は、科学技術館（東京都千代田区北の丸公園）で、金・銀・銅にまつわる実験教室等のイベントを実施。「銀鏡反応」を体験する実験教室の他、JX金属PR大使である銅の妖精「カッパーくん」にふれ合う催しや本物の金の地金を持つことができる機会が併せて設けられた。
- 2018（平成30年）9月、日本鉱業協会は、非鉄金属業界における品質保証体制を更に確固たるものにするべく、「品質保証に係るガイドライン」を作成。
- 2018年度（平成30年度）より、日本鉱業協会は、経済広報センターが主催する企業人派遣講座に参画し、会員企業の経営幹部や技術者を講師として大学に派遣し講義している。
- 2018（平成30年）8月より毎年、日本鉱業協会は、科学技術館（東京都千代田区北の丸公園）で、金・銀・銅にまつわる実験教室等のイベントを実施している。
- 2019（令和元年）7月、日本鉱業協会は、青少年のための科学の祭典・全国大会に出展。

## 目的及び事業
日本鉱業協会は、会員相互の連絡協調のもと、わが国鉱業の健全なる発達を促し、併せて会員相互の融和親睦を図ることをその目的としている。当該目的のもと以下の活動を推進している。
1. 鉱業、製錬及びリサイクル事業の強化・推進・調査研究[1]
2. 全国鉱山・製錬所現場担当者会議等全国大会開催[1]
3. 日本鉱業協会賞表彰[1]
4. 定例記者会見[1]
5. 国際関係団体との交流[1]

## 業界の現状と課題
「海外鉱物資源の獲得と安定供給確保」、「製錬事業の強化」、「資源リサイクルの推進」、「地熱エネルギー開発の促進」、「鉛と亜鉛の需要開発」、「地球環境の保全」及び「人材確保・育成」等の業界共通の課題に対処している。

### 海外鉱物資源の獲得と安定供給確保
銅、亜鉛、鉛、ニッケル、金及び銀などの金属は、鉄やアルミニウムなどと並び、現代の産業にとって必要不可欠なベースメタルである。かつての日本には、別子、足尾、日立、吉岡、神岡、小坂等の金属鉱山が数多くあり、世界でも有数の銅や銀の産出国であった。国内鉱山から産出する鉱物資源を用いて、国内製錬所において銅、亜鉛、鉛などの非鉄金属を製錬し、国内産業に対して供給してきた。しかしこれらの鉱山は、資源の枯渇や急激な円高の進行などによって採算がとれなくなり、ほとんどの鉱山が閉山した。現在では菱刈金山（鹿児島）を１つだけ残すのみとなっている。
現在、日本の非鉄金属鉱業界は、世界トップレベルの鉱山技術を用いて、北南米や太平洋などに位置する諸外国に積極的に進出し、鉱山開発などを行い、海外の鉱物資源の獲得に努めている。海外鉱物資源を輸入し国内製錬所で製錬することで、日本経済及び国民生活に必要不可欠である良質な非鉄金属の安定供給に努めている。

### 製錬事業の強化
日本国内には世界でもトップレベルの製錬所が現在でも数多く稼働している。非鉄金属の回収技術の向上、省人・省力化や省エネなど、様々な技術改善と経営努力を重ね、製錬事業の国際競争力を強化している。

### 資源リサイクルの推進
現代の経済社会の繁栄は、工業製品の大量生産と大量消費によってもたらされてきた。しかしながらそれらに必要な原材料は限りあるもので、今後も持続的な発展を遂げていくためには、資源やエネルギーを効率よく利用する循環型社会に変わっていく必要がある。
非鉄金属鉱業界は、長年にわたって蓄積してきた技術と設備を活用して、資源リサイクルを推進している。例えば、製鋼電炉ダストから亜鉛を、使用済鉛バッテリーから鉛を、エレクトロニクス部品から銅や貴金属を、電池から亜鉛やレアメタルを、それぞれ回収している。また近年では廃家電・自動車の処理により、有用金属のリサイクルと廃棄物の無害化を行っている。

### 地熱エネルギー開発の促進
日本は世界有数の火山国であり、日本の地下には豊富な地熱エネルギーがある。この地熱エネルギーを活用した地熱発電所は1966年に岩手県で本格運転を開始しており、現在では、東北や九州を中心とした17カ所の地域で地熱発電所が稼働している。地熱エネルギーはCO2の排出をほとんど伴わなずに安定した発電ができる純国産エネルギーであり、これからの再生可能エネルギーの1つとして期待されている。

### 鉛と亜鉛の需要開発
鉛及び亜鉛並びにその関連製品の需要振興を図る。

### 地球環境の保全
環境調和型経済社会の構築と発展に向けて、地域環境保全に努めることはもちろん、地球温暖化対策等グローバルな視野に立ち自主的かつ積極的に取り組むことが必要となっている。
非鉄金属鉱業・製錬業界は、「非鉄金属産業の環境保全に係る自主行動計画」を策定して、省エネルギー対策によりCO2などの排出量削減をはかり、また非鉄金属地金等を生産する過程で発生するスラグの有効利用により、廃棄物発生量を抑制するなど、環境負荷の低減に向けた不断の努力を続けている。
特に温暖化対策については、2013年以降の活動として、一般社団法人日本経済団体連合会の「低炭素社会実行計画」に参画し、新たな目標に向け積極的な活動を展開する。

### 人材確保・育成

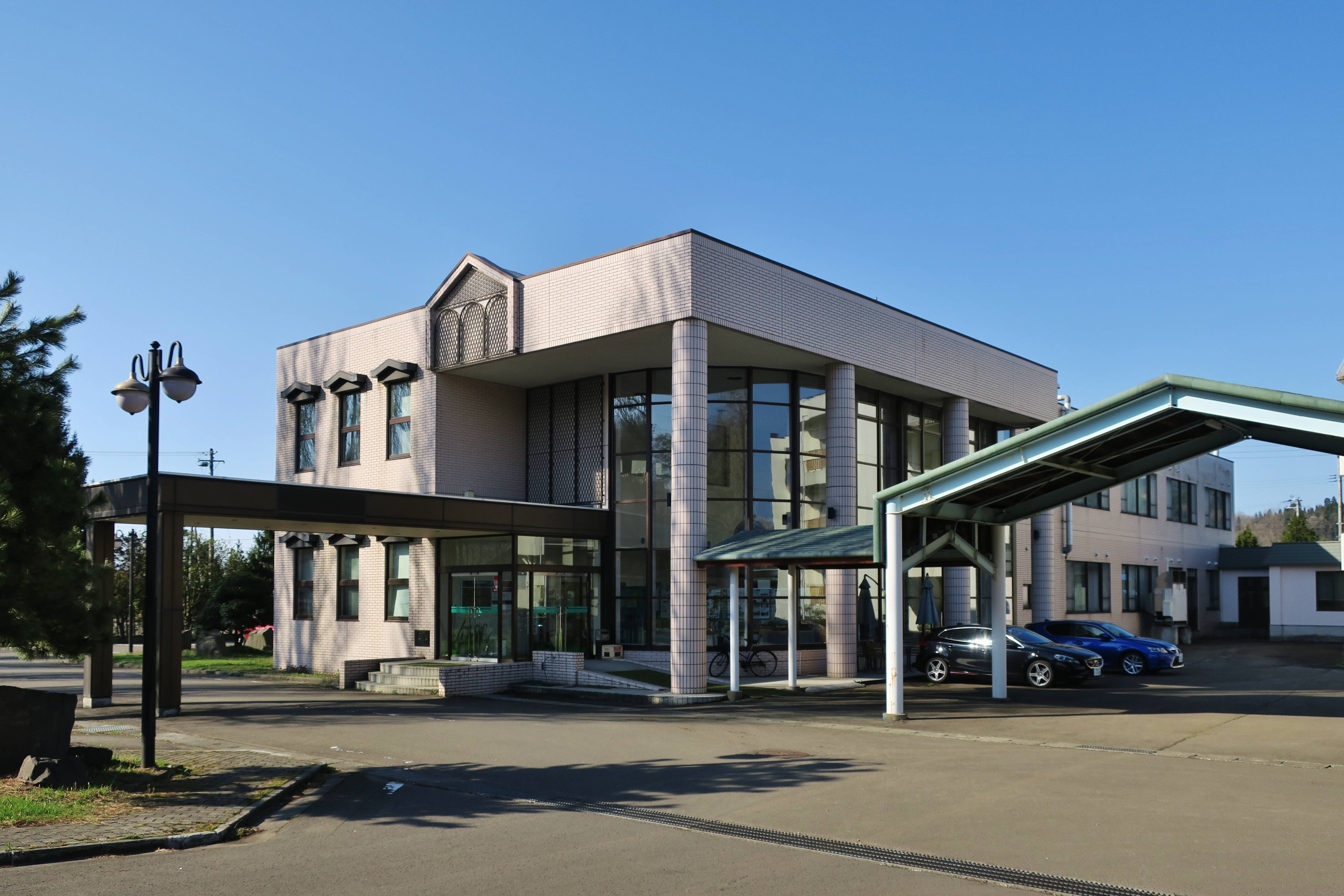
国際資源開発研修センター 国際資源大学校（秋田県小坂町）

産官学連携を推進し、非鉄資源・製錬系の人材育成・人材確保に努めている。

#### 大学生向け

##### 企業人派遣講座
次世代を担う学生に企業活動の実態や企業の社会的役割に関する理解を深めてもらうことを目的に、各企業から講師を大学へ派遣する「企業人派遣講座」が実施されている。開始以降、非鉄金属業界からも一部の会社が参加し、技術系、事務系を問わず、広く大学院生、大学生に対して、当業界のPRをはじめ、各社の事業内容を紹介し、理解と認知度の向上に寄与。2018年度から日本鉱業協会として参画し、会員各社から講師を派遣し講義している。

#### 若年層向け

##### Metal Factory
2016年3月、科学技術館（千代田区北の丸公園）にて、小中学生等若年層への非鉄産業のアピールのため、銅、鉛、亜鉛及びニッケル等の非鉄金属を題材とする展示ブース「Metal Factory」を開設。「鉱石のいろいろ」、「暮らしと非鉄金属」、ゲームコンテンツ「鉱石を捜せ」と「暮らしの中の非鉄金属を捜せ」から成り、ブースに近接して非鉄８社と日本銅センターのパンフレットを設置。東京都の小学生の社会科見学コースに含まれている他、保護者も含め多くの来場者があり。

##### 夏休み実験イベント
2018年8月、「地球規模のスケール感」及び「日常生活における価値」をテーマに、夏休み子供実験イベント（銀鏡反応）等を開催。非鉄金属の特性及び上流（資源）から下流（製品）までの金属産業構造の概要を講義。また、実際の作品製作により身の回りのあらゆる製品において金属が必要不可欠な素材であることを認識し、親しみをもってもらうことを目的として実施。

## 委員会等の活動
日本鉱業協会では、委員会等の活動を通して、業界要望の取りまとめや様々な問題の解決を進めている。

### 鉱業政策の要望活動
- 鉱業政策促進懇談会
- 鉱業政策懇談会

### 鉱業税制、労務政策及び輸送問題
- 総務部会、鉱業法規委員会、労働部会、二日会、二八会
- 経理部会、税制会計専門委員会、資金専門委員会
- 輸送部会、輸送業務委員会、資材部会

### 鉱業政策企画及び商品統計
- 地金統計部会、アンチモン環境安全対策特別協議会、アンチモン・マーケット委員会
- 銅報告会・銅友会合同会議、銅部会、企画調整専門委員会（三木会）
- 中小鉱業対策推進中央本部・中央鉱業委員会合同会議

### 資源、製錬、新素材及びリサイクル
- 資源部会、物探委員会、試錐委員会、地熱委員会
- 製錬部会、スラグ委員会、分析部会、エネルギー委員会、省エネ部会
- 新材料部会、再資源化部会
- 工務部会、機械委員会、電気委員会、土建委員会
- 全国鉱山・製錬現場担当者会議

### 鉱害防止及び保安・安全
- 環境管理幹事会、保安部会、拡大安全衛生委員会
- 大気専門委員会、水質専門委員会、重金属問題専門委員会、UNEP分科会
- 休廃止鉱山専門委員会、土壌専門委員会
- 産業廃棄物専門委員会
- 環境・安全担当者会議

### 鉛と亜鉛の用途開発
- 運営委員会、鉛遮音・遮蔽板委員会
- 鉛管鉛板組合技術部会、ダイカスト用亜鉛合金委員会
- 溶融亜鉛鍍金普及運営会議/専門委員会

## 会員会社
52社（2018年4月時点）。
- 住友金属鉱山株式会社
- 東邦亜鉛株式会社
- DOWAホールディングス株式会社
- JX金属株式会社
- 日鉄鉱業株式会社
- 古河機械金属株式会社
- 三井金属鉱業株式会社
- 三菱マテリアル株式会社
- 秋田製錬株式会社
- 石原産業株式会社
- エコシステム花岡株式会社
- エム・エスジンク株式会社
- 小名浜製錬株式会社
- 海外ウラン資源開発株式会社
- 海外鉱物資源開発株式会社
- 春日鉱山株式会社
- 釜石鉱山株式会社
- 神岡鉱業株式会社
- 小坂製錬株式会社
- 株式会社合同資源
- 株式会社ゴールデン佐渡
- JFEミネラル株式会社
- JX金属探開株式会社
- ジオテクノス株式会社
- 株式会社四阪製錬所
- 品川開発株式会社
- 昭和KDE株式会社
- ジンクエクセル株式会社
- 住鉱資源開発株式会社
- 大平洋金属株式会社
- 中外鉱業株式会社
- 東湖産業株式会社
- DOWAメタルマイン株式会社
- 日曹金属化学株式会社
- 株式会社ニッチツ
- 日鉄鉱コンサルタント株式会社
- 日本アンホ火薬製造株式会社
- 日本精鉱株式会社
- 日本冶金工業株式会社
- 野村興産株式会社
- ヴァーレ・ジャパン株式会社
- 八戸製錬株式会社
- パンパシフィック・カッパー株式会社
- 日比共同製錬株式会社
- 株式会社日向製錬所
- 古河メタルリソース株式会社
- 細倉金属鉱業株式会社
- 三井金属資源開発株式会社
- 三井串木野鉱山株式会社
- 三菱マテリアルテクノ株式会社
- 山中産業株式会社
- ラサ工業株式会社

## 所在地
〒101-0054 東京都千代田区神田錦町三丁目17番地11 榮葉ビル8階。